# Santa Helena de Minas
Santa Helena de Minas là một đô thị thuộc bang Minas Gerais, Brasil. Đô thị này có diện tích 276,918 km², dân số năm 2007 là 5892 người, mật độ 20,8 người/km².